# Uvariopsis congolana
Uvariopsis congolana là loài thực vật có hoa thuộc họ Na. Loài này được (De Wild.) R.E. Fr. miêu tả khoa học đầu tiên năm 1952.